# Palawan-Moosspitzmaus
Der Palawan-Moosspitzmaus (Palawanosorex muscorum) ist eine auf der philippinischen Insel Palawan endemische Spitzmausart. Die wissenschaftliche Beschreibung der Art und der Gattung wurden im Mai 2018 veröffentlicht. Alle für die Erstbeschreibung untersuchten Typusexemplare wurden am Mount Mantalinganhan in Höhen von 1550 bis 1950 Metern gefangen. Nahe verwandt ist die auf Borneo vorkommende Kinabalu-Moschusspitzmaus (Palawanosorex ater).

## Merkmale
Die Palawan-Moosspitzmaus ist eine mittelgroße Spitzmausart mit einer Kopf-Rumpf-Länge von 8,4  bis 9,9 cm, einem 5,3 bis 6,8 cm langen Schwanz und einem Gewicht von 16 bis 24 g. Die Tiere sind schiefergrau bis schwarz gefärbt, Das Rückenhaar ist 8 mm lang, das Bauchhaar hat eine Länge von etwa 3,2 mm. Der Schwanz ist dicht mit kurzen schwarzen Haaren bedeckt. Lange Borsten, wie sie viele andere Spitzmausarten auf dem Schwanz haben, fehlen. Vorder- und Hinterpfoten sind relativ breit und tragen lange Krallen (3 mm und 2,5 mm lang). Die Augen haben einen Durchmesser von etwa 1 mm. Rund um die Augen ist die Haut hell. Der Nasenspiegel ist glatt und durch eine Kerbe zweigeteilt. Die Schnauze ist hell und trägt zahlreiche Vibrissen, von denen die längsten 2,8 cm lang sind. Der Schädel ist schlank und zugespitzt. Sein Profil ist relativ flach. Weibchen haben drei Nippelpaare. Die Bezahnung ist schwach. In den Kiefern finden sich insgesamt 30 Zähne.
Die Palawan-Moosspitzmaus unterscheidet sich durch das lange schwarze Fell, den mit kurzen schwarzen Haaren bedeckten Schwanz und die langen Krallen an Vorder- und Hinterfüßen von allen anderen philippinischen Spitzmausarten. Die Palawan-Spitzmaus (Crocidura palawanensis) ist grau und kurzhaarig, Crocidura batakorum hat ebenfalls kürzere Haare und ist auf dem Rücken dunkelbraun und am Bauch mittelgrau und die Moschusspitzmaus (Suncus murinus) ist gelblich bis graubraun gefärbt.

## Lebensraum
Die Palawan-Moosspitzmaus ist bisher nur vom Mount Mantalinganhan im Südwesten der philippinischen Insel Palawan bekannt und ist dort in Höhen von 1550 bis 1950 Metern relativ häufig. In 1550 Metern Höhe bildet ein Bergregenwald mit 7 bis 10 Meter hohen Bäumen den Lebensraum der Art. Die häufigsten Baumgattungen sind Callophylum, Warzeneiben (Dacrycarpus), Leptospermum, Steineiben (Podocarpus), Eichen (Quercus) und Tristaniopsis mit Moosen, Farne, Flechten und wenige Kletterpflanzen als Epiphyten. In der Strauchschicht finden sich Medinillen (Medinilla), Spitzblumen (Ardizia), Bambus, Drachenbäume (Dracaena) und Rhododendron und Seggen, Farne, Orchideen und Kannenpflanzen (Nepenthes) bilden die Krautschicht. Die Laubschicht ist durchgehend und mäßig dick. Große Teile des Waldbodens und der Baumstämme bis in Höhen von 2 Metern sind bemoost. In 1750 Metern Höhe ist die Vegetation ähnlich, aber dichter, die Bäume sind niedriger und Moose sind häufiger.  In einer Höhe von 1950 Metern sind die meisten Bäume, vor allem Eichen und Sygygium-Arten nur noch 2 bis 3 Meter hoch und nur einige Warzeneiben und Callophylum erreichen an geschützten Standorten eine Höhe von bis zu 5 Metern. Brechsträucher (Psychotria), Rhododendron und Bambus sind häufig. Fast der gesamte Waldboden, Stämme und große Äste sind mit Moosen bedeckt. Farne und Orchideen sind häufig auf dem Waldboden.

## Belege
1. 1 2 3 4  
Rainer Hutterer, Danilo S Balete, Thomas C Giarla, Lawrence R Heaney, Jacob A Esselstyn. A new genus and species of shrew (Mammalia: Soricidae) from Palawan Island, Philippines. Journal of Mammalogy, May 8, 2018; doi:10.1093/jmammal/gyy041
2. ↑  
Jonathan A. Nations, Thomas C. Giarla, Muhd Amsyari Morni, Julius William Dee, Mark T. Swanson, Anna E. Hiller, Faisal Ali Anwarali Khan, Jacob A. Esselstyn: Molecular data from the holotype of the enigmatic Bornean Black Shrew, Suncus ater Medway, 1965 (Soricidae, Crocidurinae), place it in the genus Palawanosorex. ZooKeys 1137, 2022, S. 17–31, doi:10.3897/zookeys.1137.94217